# Trouble (canción de Iggy Azalea)
«Trouble» —en español: «Problema»— es una canción de la rapera Australiana Iggy Azalea con Jennifer Hudson, de la reedición Reclassified, el primer sencillo de esta reedición, sustituido por la canción Beg for It la cual fue cancelado. La canción fue producida por The Invisible Men y Salt Wives. En diciembre de 2014, Azalea reveló que la pista sería el segundo sencillo oficial promocional de la reedición de su álbum, a pesar de que no se especificó fecha de lanzamiento digitalmente o en las radios. Posteriormente se anunció que las radios de Estados Unidos comenzarían a tocar la canción el 24 de febrero de 2015, acompañado de un vídeo musical también lanzado ese mes. El vídeo se estrenó el 27 de febrero de 2015 en Vevo.

## Antecedentes y lanzamiento
El 4 de septiembre de 2014, Azalea anunció que ella re-editaría su álbum de estudio debut The New Classic. En octubre de 2014, detalles del relanzamiento comenzaron a ser especulados y se confirmó que se lanzaría oficialmente en noviembre. Durante una entrevista con los bastidores de Radio.com, en el concierto We Can Survive de CBS Radio en Hollywood Bowl el 24 de octubre de 2014, Azalea habló sobre su próximo proyecto, Reclassified. Con la versión extensa del álbum, Azalea consiguió formar un dúo con Jennifer Hudson por segunda vez, después de haber participado en la canción de Jennifer, "He Ain't Goin' Nowhere", para su tercer álbum de estudio JHUD, "tiene un ritmo de doo wop, así se siente". Azalea dijo, también mencionando su deseo de hacer algo diferente de su estilo musical y agregó que está muy contenta de interpretar la canción; "Es como ver a Aretha Franklin cantar, es hermoso".
En diciembre de 2014, Azalea compartió a través de Twitter lo que ella estaba preparando para su próximo sencillo, "Trouble", como la segunda pista promocional de la reedición, mientras también anunciaba planes de filmar un vídeo musical, ya que el de "Beg For It" había sido desechado. Después de ser cuestionada por sus fanáticos sobre la decisión de convertir esa pista a sencillo, Azalea respondió señalando que esto estaba relacionado con la radiofórmula y al mercado de prueba, explicando: "La gente necesita realizar esa 'prueba', y dar sus puntajes. Así es como funciona, las radios toman las canciones sobre la base de puntajes".
El 5 de febrero de 2014, durante la pre-gala anual de los Premios Grammy, el productor discográfico y ejecutivo de la industria musical Clive Davis habló con Azalea, y ella dijo: "Pienso que esto es nuevo para mí... Porqué usualmente hago cosas que son muy estructuradas y tengo muchos accesorios para el escenario o la coreografía, pero esta grabación es realmente diferente para mí, y ser capaz de hacer esto con ella [Jennifer], interpretar y tener una atmósfera de trabajo muy buena no tiene precio". "Es un ambiente muy, muy bueno para grabar", Hudson añadió, "Se volvió la vida para nosotras dos cuando estábamos grabando juntas." "Viendo nuestro ensayo de hoy, tu puedes ver como la magia viene sola en la canción 'Trouble', la que lanzaremos juntas. Amo tener estas colaboraciones todo el año, en el pasado tuvimos a Alicia [Keys] con Aretha Franklin, Lou Reed con Rod Stewart, hemos tenido a Jennifer [Hudson] con Barry Manilow, hemos tenido combinaciones que tu solo no has visto. Y yo pienso que porque no todos regresamos al año pasado, mira solo todo lo que sucedió", dijo Davis mientras hablaba de la química de este dúo.
Azalea clamó que ella ya sabía todo después de haber colaborado por primera vez con Hudson, que ella quería trabajar en otra canción con la cantante, "Tuve planes, no se si Jennifer los ha tenido", Hudson respondió diciendo, "Estuve lista cuando recibí la llamada. Pero pienso que para nosotras [la canción] tomó la vida de su propia especialidad cuando la interpretamos el otro día [en Jimmy Fallon]. Algo solo sucedió, como un saque de honor mágico". "No pienso que te puedes anticipar con ninguna grabación. Es solo la magia de la canción, lo que hace un éxito, que nadie puede explicar, y no te puedes anticipar hasta que solo la interpretas y puede pasar o no. Y definitivamente, tuvimos algo", concluyeron ambas. El 4 de febrero de 2015, durante su actuación en el Late night show de Jimmy Fallon, la portada del sencillo -una ilustración de Azalea y Hudson recordando al videojuego Grand Theft Auto- fue dado a conocer, con ambas artistas compartiéndolo con sus fanes en Instagram después de la actuación.
Hudson dijo estar "sorprendida" en una entrevista con Billboard cuando descubrió que Azalea quería contar con su colaboración en 'Trouble', pero dijo "trabajar con ella fue interesante porque fue una manera diferente de ver a una artista trabajar", explicando, "Ella es muy creativa. Ella actualmente dirigió el vídeo y escribió los tratos. Estuve como 'hmm, quizás necesito hacerlo', Necesito ver a otra artista trabajar espontáneamente y ver su creatividad, mientras inspiraba la mía mejor. No pienso que he trabajado en un vídeo con un artista sino con un director". Durante una entrevista con Ryan Seacrest el 24 de febrero de 2015, Azalea también reveló que T.I. organizó su primera colaboración con Hudson, "Él escuchó la pista de Jennifer Hudson, ellos miraron hacia el rapero y él estaba como 'Debes hacerlo con Iggy'", refiriéndose a formar primeramente un equipo con Pharrell Williams, el que produjo "He Ain't Goin' Nowhere" del álbum JHUD. "Así que, intenté el verso sin saber si sería aceptado o no, y luego ella lo amó literalmente, y así comencé a trabajar con Jennifer". La canción fue lanzada para transmitirse por radio en Estados Unidos el 24 de febrero de 2015, y posteriormente fue acompañada de un vídeo musical, estrenándose el 27 de febrero de 2015 a través del canal de Iggy Azalea en Vevo.

## Recepción de la crítica

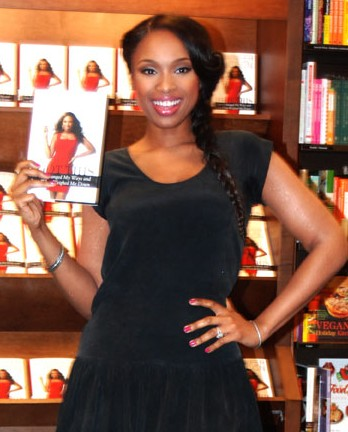
La apariencia de Jennifer Hudson en "Trouble" fue muy bien recibida por los críticos

Jim Farber de New York Daily News le dio a 'Trouble' una mención positiva, mientras revisaba a Reclassified, agregando que "es un éxito esta canción", mientras la comparaba con otra pista del álbum, él la describió como un "Giorgio Moroder actualizado, con un estilo de los años 70', con una fusión funk", "We In This Bitch", "para prestar un animado piano, con palmadas exuberantes y una pronunciaciones agrias de Motown en los éxitos de los Años 1960. Un valiente estilo vocal de Jennifer Hudson añadido a la actitud". Mark Beaumont de NME también alabó la contribución de Hudson señalando que "trae insolencia conmovedora a la canción con la inclusión del piano".
Mike Wass de Idolator dijo que la pista "representa una interesante salida del bebé Mullumbimby con un estribillo emocionante, una producción retro, y un rap suave. Se dice mucho de la versatilidad de la femcee, que ella se lo quita tan fácilmente como un sexy himno pop como "Black Widow". Cashin de State quedó muy impresionado con "el regreso de las melodías del piano" comentando que es "perfectamente agradable y vivaz - o en otras palabras totalmente olvidable". Jacques Peterson de Popdust notó que la pista "definitivamente tiene el potencial para ser un éxito más grande del que fue "Beg For It"; sigue la misma fórmula que todos los éxitos de Iggy teniendo a una gran vocalista mujer sirviendo como cantante del gancho, mientras que las producciones pop-soul de las canciones cae justo en la línea con los actuales dominadores del Hot 100 como Meghan Trainor y Mark Ronson". Un escritor de Music Times también valoró la canción remarcando "un retroceso en su melodía que recuerda a la canción "I Want You Back" de los "Jackson 5", complementándose con la apariencia de Hudson en la canción también, "La rapera entrega un flujo firme durante la interpretación, pero el atractivo principal es definitivamente Hudson. Ella está en forma vocal principal, dándole a la pista de Azalea la cantidad justa de soul".

## Desempeño comercial
"Trouble" debutó en la posición número 75 en las Listas musicales de Australia para la edición del 23 de febrero de 2015, ascendiendo a la número 15 la semana siguiente. Alcanzó su posición más alta el 16 de marzo de 2015, cuando subió al décimo lugar, convirtiendo a este en el tercer sencillo de Azalea en ingresar en el Top Diez de Australia después de "Fancy" y su colaboración en "Problem", por otro lado, fue el primer Top Diez en Australia para Hudson. El 28 de marzo de 2015, "Trouble" fue certificado con Oro en ese país.
En Canadá, la canción debutó en el número 44 en el Hot Canadian Digital Songs en la semana del 13 de diciembre de 2014, como una pista del álbum, antes de ser anunciado sencillo el año siguiente, debido a las fuertes ventas digitales durante la semana debut de Reclassified. Debutó en la ubicación número 73 en el Canadian Hot 100 en la semana del 11 de abril de 2015. En los Estados Unidos, "Trouble" inicialmente debutó en la novena ubicación en el Bubbling Under R&B/Hip-Hop Songs de Billboard, en la semana del 14 de marzo de 2015. En la semana siguiente, y después del estreno de su vídeo musical, la canción apareció en el Bubbling Under Hot 100 Singles en la posición 14, y también en la posición 42 en la lista Hot R&B/Hip-Hop Songs. Por otra parte, la canción debutó en el número 38 en el Mainstream Top 40. Debutó en el número 67 en el Billboard Hot 100 de Estados Unidos, convirtiendo al noveno ingreso en listas de Azalea, y también subió al número 22 en el Hot R&B/Hip-Hop Songs y al número 13 en el Hot Rap Songs para la semana que termina en 11 de abril de 2015. Las ventas digitales de la pista alimentaron el movimiento notorio en listas, registrando 41.000 descargas, un aumento del 534 por ciento, para finalizar con un puesto veinticinco en el Digital Songs de Billboard.
En el Reino Unido, "Trouble" debutó en el número 185 en el UK Singles Chart para la edición del 8 de marzo de 2015, Debido a la falta de streaming y a pesar, siendo el número 85 en ventas solamente, basado en la versión de la lista. En el UK R&B Chart, la canción debutó en el número 35 en la misma semana, ascendiendo al número 11 la semana siguiente, y luego al 8 en la edición del 11 de marzo de 2015. Para la lista de sencillos de Reino Unido de la edición de 15 de marzo de 2015, la canción ascendió al puesto 81, apareciendo en el número 52 en sus ventas como sencillo solamente. También debutó en el número 54 en el Scottish Singles Chart, ascendiendo al número 31 la semana siguiente. Para la edición del 22 de marzo de 2015 del UK Singles Chart, la canción subió al puesto 52, y al número 32 en la lista del UK Singles Sales. Debutó en el número 76 en la lista semanal Irish Singles Chart, y alcanzó su punto máximo en el número 45.

## Vídeo musical
El 20 de enero de 2015, Azalea anunció que existían posibilidades de un vídeo musical para "Trouble" y que ella quería dirigirlo con su estilista Alejandra Hernández. Azalea y Hudson fueron después encontradas filmando el vídeo para la canción en el Centro de Los Ángeles durante la primera semana de febrero de 2015. Su contenido visual está inspirado en los años 1970, en francas imágenes, Azalea, en un estilo Farrah Fawcett, con su peinado y la caída de la parte superior de su cuerpo, con solo un "aplastado" auto de deportes rojo, dentro de un hidrante como parte del acto de polícias y ladrones, mientras Hudson podría ser vista vestida como una oficial de policía esposar a Azalea, mientras también finalmente bailan juntas en la misma calle.
Cuando se le preguntó a Azalea sobre el concepto del vídeo en una entrevista con Access Hollywood unos días atrás, Azalea mencionó estar "muy nerviosa" porque es su primera vez dirigiendo un vídeo musical, con el tintineo de Hudson diciendo que Azalea estaba haciendo un "excelente trabajo". Azalea continuó diciendo, "Es una historia narrativa así que no quiero dar demasiada información porque no quiero salir de la sorpresa. Pero es muy evidente que Jennifer es una policía ruda y atrevida, una jefa muy fuerte, y mi personaje es más ingenuo de lo que uno podría pensar en las fotos, y tropezamos con una especie de Bonnie y Clyde en las que estábamos adentradas, eso es todo lo que diré". Durante otra entrevista con MTV News, Azalea también prometió "un montón de cosas relacionadas con autos", además de un principio, medio y final similares a su anterior vídeo para la canción "Black Widow". "Cada vez que hay un video con una fuerte narrativa y realmente se quiere llegar a interpretar a un personaje, realizarlo y darle el carácter de sus propias peculiaridades y cosas, uno realmente llegar a divertirse con el", dijo ella. Hudson también insinuó planes para una secuela, "Es definitivamente el tipo de vídeo que tu puedes ver una segunda parte de él". El 7 de febrero de 2015, Azalea declaró que había "finalizado de grabar el vídeo de Trouble".
El 17 de febrero de 2015, se estrenó el vídeo con la letra de la canción oficial en el canal de Azalea en Vevo mostrando cortas tomas del vídeo musical.
El 27 de febrero de 2015, se estrenó el vídeo musical oficial con créditos de dirección hacia Azalea y Director X, fue subido a su canal oficial de Vevo. En la primera escena, Azalea ayuda sin saberlo, a su novio en el robo de un banco. Una vez que está tras las rejas, se diseña un plan para ayudarlo a escapar. Los amantes de la velocidad corren a través de las calles del centro de Los Ángeles en su vehículo de fuga, mientras que Hudson interpreta a un policía atrevida. Al final, Azalea y su novio son arrestados en esposas a la cárcel.
Mientras Azalea hablaba sobre su experiencia filmando el vídeo con Hudson, durante una entrevista con 97.1 AMP Radio, el 11 de marzo de 2015, ella dijo, "Por fin conocí a alguien que es igual al sinónimo de 'descaro'. Ella es tan así. Yo la amo. Nos divertimos mucho filmando ese vídeo. Nos tomó 3 días aunque usted no crea. Era tan bueno porque llegué a tener realmente mucho tiempo con ella. Lo disfruté. Pasamos un buen tiempo juntas".

## Interpretaciones en directo y uso en los medios
El 4 de febrero de 2015, Azalea y Hudson interpretaron la canción por primera vez con The Roots en The Tonight Show Starring Jimmy Fallon. La actuación tuvo una recepción positiva, con un editor de The Boombox escribiendo, "A pesar que es su primera interpretación juntas en un programa de televisión, la química entre ambas en el escenario fue evidente desde el inicio hasta el final, lo demostraron con cada uno de sus movimientos y su energía. Respaldado por la banda del programa, The Roots, Azalea y Hudson fueron los dueños del escenario y parecía elegante como siempre mientras cantaban". Ellas interpretaron nuevamente en Clive Davis y en The Recording Academy durante la gala de los Pre-Grammy en Beverly Hilton situado en Beverly Hills, el 7 de febrero de 2015. El 28 de marzo de 2015, Azalea y Hudson interpretaron "Trouble" en la edición 2015 de los Kids Choice Awards. Para la actuación, Azalea estaba vestida con un traje amarillo que decía "Trouble 060790", su fecha de nacimiento, y salió esposada antes de Hudson, vestida como una oficial, la arrojó en una celda de la cárcel de color amarillo. Una vez tras las rejas, Iggy bailó con sus compañeros de prisión y mantuvo a un caniche con una correa. Hudson enseñó a sus compañeros oficiales una lección sobre problemas antes de liderar el rapero fuera del escenario en esposas. También actuaron en los iHeartRadio Music Awards, el 29 de marzo de 2015, para interpretar la canción: Azalea salió de detrás de barrotes de las celdas de color rosa antes de ser vista por la agente Hudson, que luego hizo una llamada telefónica desde su teléfono público rosa junto a reclusos varones y bailó en su baño de color naranja; luego se taparon apagando las luces del escenario. Azalea y Hudson programaron interpretar "Trouble" nuevamente en la competición de canto American Idol el 8 de abril de 2015.
El 26 de marzo de 2015, el actor Sean Hayes, más conocido por su rol como Jack McFarland en Will & Grace, y su esposo, Scott Icenogle, postearon un clip imitando a la canción en su página de Facebook. El clip inmediatamente se volvió viral, teniendo 31 millones de visualizaciones hasta el 1 de abril. Eso, a su vez, ayudó a la pista obtener su mejor semana de ventas digitales con todo y debutar en el Billboard Hot 100 la semana siguiente.

## Lista de canciones
Descarga Digital
1. "Trouble" (con Jennifer Hudson) [Pista del álbum] – 2:46

## Posicionamiento en listas
| Lista (2015)                                | Mejor Posición |
| ------------------------------------------- | -------------- |
| Australia (ARIA)                            | 10             |
| Bélgica (Flandes) (Ultratip Bubbling Under) | 21             |
| Canadá (Canadian Hot 100)                   | 73             |
| Croacia (Croatian Airplay Radio Chart)      | 45             |
| Irlanda (IRMA)                              | 45             |
| Escocia (Scottish Singles Sales Chart)      | 31             |
| Reino Unido (UK R&B Chart)                  | 8              |
| Reino Unido (UK Singles Chart)              | 50             |
| Estados Unidos (Billboard Hot 100)          | 67             |
| Estados Unidos (Hot R&B/Hip-Hop Songs)      | 22             |
| Estados Unidos (Mainstream Top 40)          | 36             |

## Certificaciones
| País           | Organismo certificador | Certificación | Simbolización | Ref.    |        |
| -------------- | ---------------------- | ------------- | ------------- | ------- | ------ |
| Australia      | ARIA                   | Platino       | ●             | 70 000  | [ 75 ] |
| Estados Unidos | RIAA                   | Oro           | ●             | 500 000 | [ 76 ] |
| Reino Unido    | BPI                    | Plata         | ●             | 200 000 | [ 77 ] |
| Nueva Zelanda  | RIANZ                  | Oro           | ●             | 7 500   | [ 78 ] |

## Historial de lanzamientos
| País           | Fecha                 | Formato                 | Discográfica |
| -------------- | --------------------- | ----------------------- | ------------ |
| Estados Unidos | 24 de febrero de 2015 | Radio Hit Contemporánea | Def Jam      |